# Folkgemenskap
Folkgemenskap, Volksgemeinschaft, var ett i Tyskland under mellankrigstiden vanligt förekommande begrepp varmed olika socialistiska grupperingar ville beskriva det framtida samhälle man ville bygga. Den samtida svenska motsvarigheten var Folkhemmet, som kom att förknippas lika starkt med Sveriges socialdemokratiska arbetareparti som det tyska Volksgemeinschaft med Nationalsocialistiska tyska arbetarepartiet (NSDAP). Begreppet fångades även, då nazismen ökade i popularitet, upp av NSDAP och blev i deras version det samhälle som skulle ersätta kapitalismens individualism och marxismens klasskamp.
Samhället borde, enligt nazistisk ideologi, bygga på folkets (i genetisk betydelse; "den rena rasens") kollektivism oavsett yrke, inkomst och samhällsklass. Nazismen menar att både "handens och hjärnans arbetare" är lika mycket behövda i en nation. Nazismen ser alltså även läkare, forskare och egna företagare som "arbetare" i ett nationalsocialistiskt samhälle.
Många före detta marxister, exempelvis Werner Sombart, var efter året 1914 snabba att i allt större utsträckning anamma den nationalsocialistiska idén, då den fortfarande ansågs kompatibel med marxismen.